# Zawady Oleckie
Zawady Oleckie (deutsch Sawadden, 1938 bis 1945 Schwalgenort) ist ein Dorf in der polnischen Woiwodschaft Ermland-Masuren und gehört zur Landgemeinde Kowale Oleckie (Kowahlen, 1938 bis 1945 Reimannswalde) im Powiat Olecki (Kreis Oletzko, 1933 bis 1945 Kreis Treuburg).

## Geographische Lage
Zawady Oleckie liegt im Nordosten der Woiwodschaft Ermland-Masuren am Ostrand des Borkener Forst (auch: Borker Heide, polnisch Puszcza Borecka). Die Kreisstadt Olecko (Marggrabowa, auch: Oletzko, 1928 bis 1945 Treuburg) liegt 18 Kilometer südöstlich.

## Geschichte
Das vor 1785 Groß Sawadden genannte Dorf wurde 1541 gegründet. Bis 1938 trug es den Namen Sawadden (ohne Zusatz). Im Jahre 1874 kam der Ort in den neu errichteten Amtsbezirk Schwalg (polnisch Szwałk), wurde aber bereits vor 1908 in den Amtsbezirk Czychen umgegliedert. Dieser gehörte – 1938 in „Amtsbezirk Bolken“ umbenannt – bis 1945 zum Kreis Oletzko (1933 bis 1945 „Kreis Treuburg“ genannt) im Regierungsbezirk Gumbinnen der preußischen Provinz Ostpreußen.
Sawadden verzeichnete im Jahre 1910 insgesamt 336 Einwohner. Ihre Zahl stieg bis 1933 auf 340 und belief sich 1939 nur noch auf 302.
Aufgrund der Bestimmungen des Versailler Vertrags stimmte die Bevölkerung im Abstimmungsgebiet Allenstein, zu dem Sawadden gehörte, am 11. Juli 1920 über die weitere staatliche Zugehörigkeit zu Ostpreußen (und damit zu Deutschland) oder den Anschluss an Polen ab. In Sawadden stimmten 292 Einwohner für den Verbleib bei Ostpreußen, auf Polen entfiel keine Stimme.
Am 3. Juni (bestätigt am 16. Juli) des Jahres 1938 wurde Sawadden aus politisch-ideologischen Gründen der Abkehr von angeblich fremdländisch klingenden Ortsnamen in „Schwalgenort“ umbenannt.
Im Jahre 1945 kam das Dorf in Kriegsfolge mit dem südlichen Ostpreußen zu Polen, wo es nun seither „Zawady Oleckie“ heißt. Heute ist es Sitz eines Schulzenamtes (polnisch Sołectwo) und eine Ortschaft im Verbund der Landgemeinde Kowale Oleckie im Powiat Olecki, vor 1998 der Woiwodschaft Suwałki, seither der Woiwodschaft Ermland-Masuren zugehörig.

## Kirche
Sawadden resp. Schwalgenort war vor 1945 in das evangelische Kirchspiel der Kirche zu Czychen (1938 bis 1945: Bolken, polnisch Cichy) im Kirchenkreis Oletzko/Treuburg in der Kirchenprovinz Ostpreußen der Kirche der Altpreußischen Union eingepfarrt. Heute ist Gołdap (Goldap) die zuständige Kirche, eine Filialkirche der Pfarrei Suwałki in der Diözese Masuren der Evangelisch-Augsburgischen Kirche in Polen.
Vor 1945 war die zuständige katholische Pfarrkirche die in Marggrabowa (1928 bis 1945: Treuburg, polnisch Olecko) im Bistum Ermland. Heute ist die Pfarrgemeinde in Cichy zuständig, die im näher gelegenen Sokółki (Sokolken, 1938 bis 1945 Halldorf) eine Filialkirche unterhält. Sie gehörte zu einem der beiden Dekanate Olecko im jetzigen Bistum Ełk (Lyck) der Katholischen Kirche in Polen.

## Verkehr
Zawady Oleckie liegt ein wenig abseits vom Verkehrsgeschehen an einer untergeordneten Nebenstraße, die Sokółki (Sokolken, 1938 bis 1945 Halldorf) mit Czerwony Dwór (Rothebude) verbindet. Eine Bahnanbindung besteht nicht.